# Sd.Kfz. 2

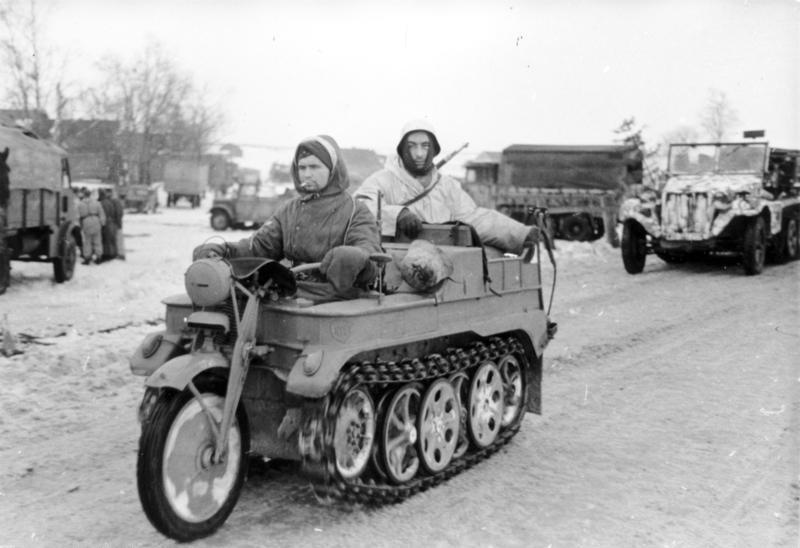
Kettenkrad v zimě 1943/1944 v Rusku

Kleines Kettenkraftrad Typ HK 101; vojenské označení Wehrmachtu: Sonderkraftfahrzeug 2 (Sd.Kfz. 2) je lehké polopásové vozidlo zkonstruované a vyráběné firmou NSU v Neckarsulmu. SdKfz 2 používal Wehrmacht v letech 1940 až 1945.

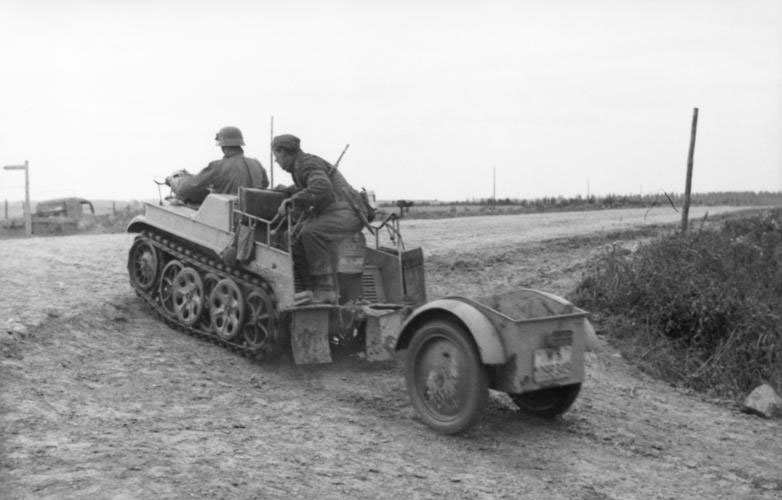
Kettenkrad s plavbyschopným přívěsem s koly totožnými s předním

V továrně NSU v Neckarsulmu bylo během války vyrobeno přibližně 7500 těchto vozidel, z toho 500 jako předsérie. Od roku 1943 vyráběla HK 101 v licenci firma Stoewer ve Štětíně (přibližně 1300 kusů). Celkem bylo tedy vyrobeno přibližně 8800 těchto vozidel. Nejvyšší produkce bylo dosaženo v roce 1944.

SdKfz 2 byl původně vyvinut pro podporu výsadkových jednotek. Vešel se do bočních nákladových dveří standardního transportního letounu Junkers Ju 52. Vyjma řidiče uvezl pouze dva muže, vyznačoval se však značným tahem při vysoké průchodnosti terénem a vysokou rychlostí při dojezdu až 240 kilometrů. Postupně se rozšířil do všech odvětví armády jako průzkumné vozidlo a vozidlo pro důstojníky pohybující se v polních podmínkách.

## Technické údaje

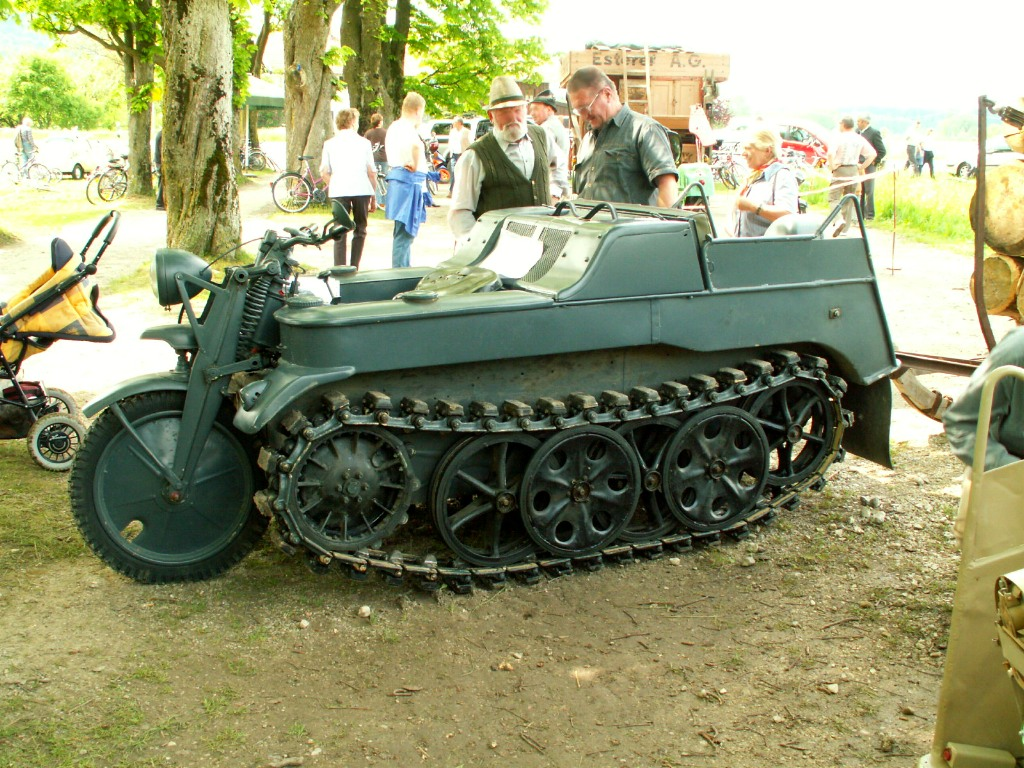
NSU Kettenkrad 36PS (1943)

| NSU Kettenkrad          | NSU Kettenkrad                               |
| ----------------------- | -------------------------------------------- |
| Délka: Šířka Výška:     | 3000 mm 1000 mm 1200 mm                      |
| Motor:                  | OHV – řadový                                 |
| Objem: Vrtání × zdvih:  | 1488 cm³ 80 mm × 74 mm                       |
| Kompres. poměr:         | 1:6                                          |
| Výkon:                  | 36 k (26 kW) při 3400 1/min                  |
| Max. rychlost:          | 70 km/h                                      |
| Celk. hmotnost:         | 1560 kg                                      |
| Spojka:                 | jednokotoučová suchá třecí                   |
| Spotřeba : Objem nádrží | 16–22 l/100 km – v terénu i více 2× 21 litrů |
| Karburátor:             | SOLEX-Geländevergaser Typ 32 FJ-II           |
| Pneumatiky:             | 3,50-19                                      |